# Delaware Blue Coats
I Delaware Blue Coats sono una squadra di pallacanestro di Wilmington che milita nella NBA Development League, il campionato professionistico di sviluppo della National Basketball Association.

## Storia
Fondati nel 2007 come Utah Flash, nella stagione 2008-2009 la squadra raggiunse la finale del campionato, perdendo poi contro i Colorado 14ers. Tra il 2011 e il 2013 la squadra non ha preso parte al campionato.
Nell'aprile 2013, la squadra venne trasferita a Newark assumendo la denominazione di Delaware 87ers.
Nel 2018 la franchigia è stata spostata a Wilmington, cambiando il nome in Delaware Blue Coats.

## Squadre NBA Affiliate
I Delaware 87ers sono affiliati ai Philadelphia 76ers.

## Record stagione per stagione
| Stagione            | Division       | Regular season | Regular season | Regular season | Regular season | Play-off |
| Stagione            | Division       | Piazzamento    | Vittorie       | Sconfitte      | %              | Play-off |
| ------------------- | -------------- | -------------- | -------------- | -------------- | -------------- | --- |
| Utah Flash          |                |                |                |                |                | |
| 2007-08             | Western        | 3°             | 24             | 26             | 48,0           | |
| 2008-09             | Western        | 1°             | 32             | 18             | 64,0           | vincono 1º turno (Bakersfield, 94-81) vincono semifinali (Dakota, 103-93) perdono D-League Finals (Colorado, 2-0)             |
| 2009-10             | Western        | 3°             | 28             | 22             | 56,0           | perdono 1º turno (Iowa, 2-1)                                                                                                  |
| 2010-11             | Western        | 5°             | 28             | 22             | 56,0           | perdono 1º turno (Iowa, 2-1)                                                                                                  |
| 2011-12             | inattivi       | inattivi       | inattivi       | inattivi       | inattivi       | inattivi |
| 2012-13             | inattivi       | inattivi       | inattivi       | inattivi       | inattivi       | inattivi |
| Delaware 87ers      |                |                |                |                |                | |
| 2013-14             | East           | 6º             | 12             | 38             | 24,0           | |
| 2014-15             | Atlantic       | 4°             | 20             | 30             | 40,0           | |
| 2015-16             | Atlantic       | 4°             | 21             | 29             | 42,0           | |
| 2016-17             | Atlantic       | 2°             | 26             | 24             | 52,0           | |
| 2017-18             | Southeast      | 4°             | 16             | 34             | 32,0           | |
| Delaware Blue Coats |                |                |                |                |                | |
| 2018-19             | Atlantic       | 4°             | 21             | 29             | 42,0           | |
| 2019-20             | Atlantic       | 2°             | 22             | 21             | 51,2           | |
| 2020-21             | -              | 2°             | 10             | 5              | 66,7           | vincono quarti di finale (Austin, 124-103) vincono semifinale (Raptors, 127-100) perdono final NBA D-League (Lakeland, 78-97) |
| Regular season      | Regular season | Regular season | 260            | 298            | 46,6           | |
| Play-off            | Play-off       | Play-off       | 6              | 7              | 46,2           | |